# Špičácké sedlo

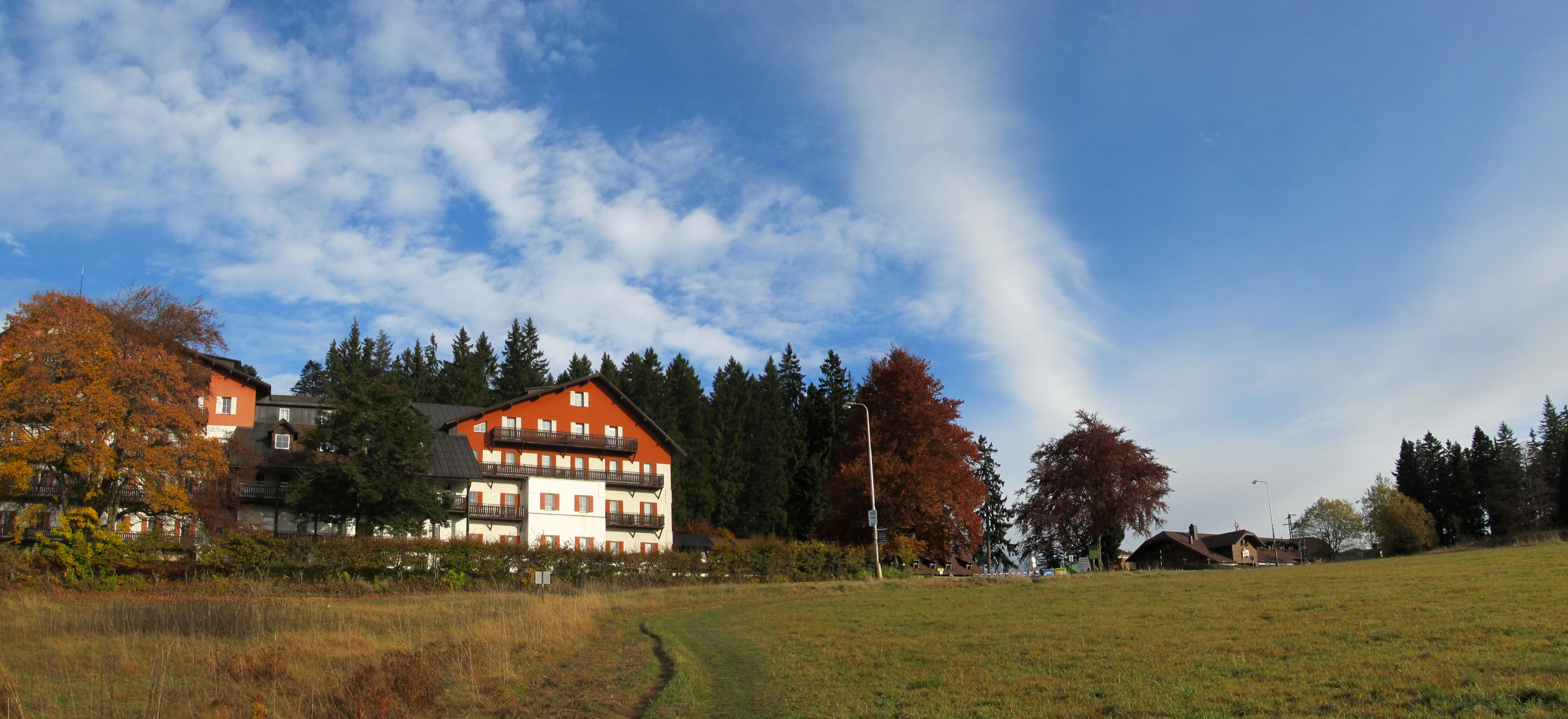
Špičácké sedlo

Špičácké sedlo (980 m n. m.) je horské sedlo mezi Špičákem (1205 m n. m.) a Pancířem (1214 m n. m.) na území železnorudské místní části Špičák na Šumavě.
Sedlem prochází silnice II/190 z Železné Rudy do Nýrska. Nachází se na něm několik hotelů a parkoviště. Je výchozím bodem pro pěší túry na okolní vrcholy Pancíř a Špičák nebo na Černé a Čertovo jezero.
Na sedle se nachází Prokopovo jezírko.